# Change (musikgrupp)
Change, amerikanskt disco- och R&B-band 1979-1986.

## Bakgrund
Bandet grundades 1979 av den fransk-italienska affärsmannen Jacques Fred Petrus (1949-1986). Han hade redan under mitten av 70-talet tillsammans med sin nära medarbetare Mauro Malavasi (1958-) grundat musikproduktionsbolaget "Goody Music Productions" (GMP) och hade 1978 släppt deras första projekt kallat Macho. Deras mål var att bli de nya Gamble&Huff och erövra musikvärlden. Efter ytterligare ett par försök med olika musikprojekt så som Revance och Peter Jacques band nåddes viss kommersiell framgång men det stora genombrottet lät vänta på sig.

## Succé från start!
Efter ett förabete 1979 där Petrus närmaste krets av skickliga Italienska musiker och låtskrivare med Mauro Malavasi, Davide Romani (1959-) och Paolo Gianolio i spetsen skapat ett tillräckligt stort musikmaterial sjösattes ett nytt projekt som fick namnet Change.
En rad amerikanska musiker och sångare engagerades också förutom de Italienska vid sidan av ett licenskontrakt som knöts med det amerikanska skivbolaget Prelude för att försöka säkerställa en succé på den amerikanska marknaden. En av dessa var soulsångaren Luther Vandross (1951-2005), senare en av världens mest kända och uppskattade soulsångare. Han hade börjat sin karriär som sångare i bland annat Coca-Cola reklam för att under 70-talets mitt hoppat in som vokalist på en rad olika musikartisters album. Han hade dessutom två mediokra soloalbum bakom sig under namnet "Luther" 1976 och 1977 som endast nådde de lägsta regionerna på  Billboards listor.
Change första album "The Glow of Love" blev den succé som Petrus och Malavasi så länge väntat på. Albumet nådde förstaplatsen på åtskilliga listor världen över och singeln "A Lover's Holiday" låg på förstaplatsen i nio veckor på Billboards Hot Dance Club Play sommaren 1980. Detta räckte för att bli No 1 Disco single/album of the year. Albumet har också tilldelats sju Grammies. Den mest betydelsefulla personen för dessa framgångar, inte minst hitlåten "A Lover's Holiday", var Davide Romani som Petrus hade mött 1977 och som spelade en oerhört stor roll. Tack vare hans låtskrivande samt arrangemang och dirigerande tillsammans med landsmannen Paolo Gianolio nådde albumet den enorma framgång som det gjorde.